# Paramutació

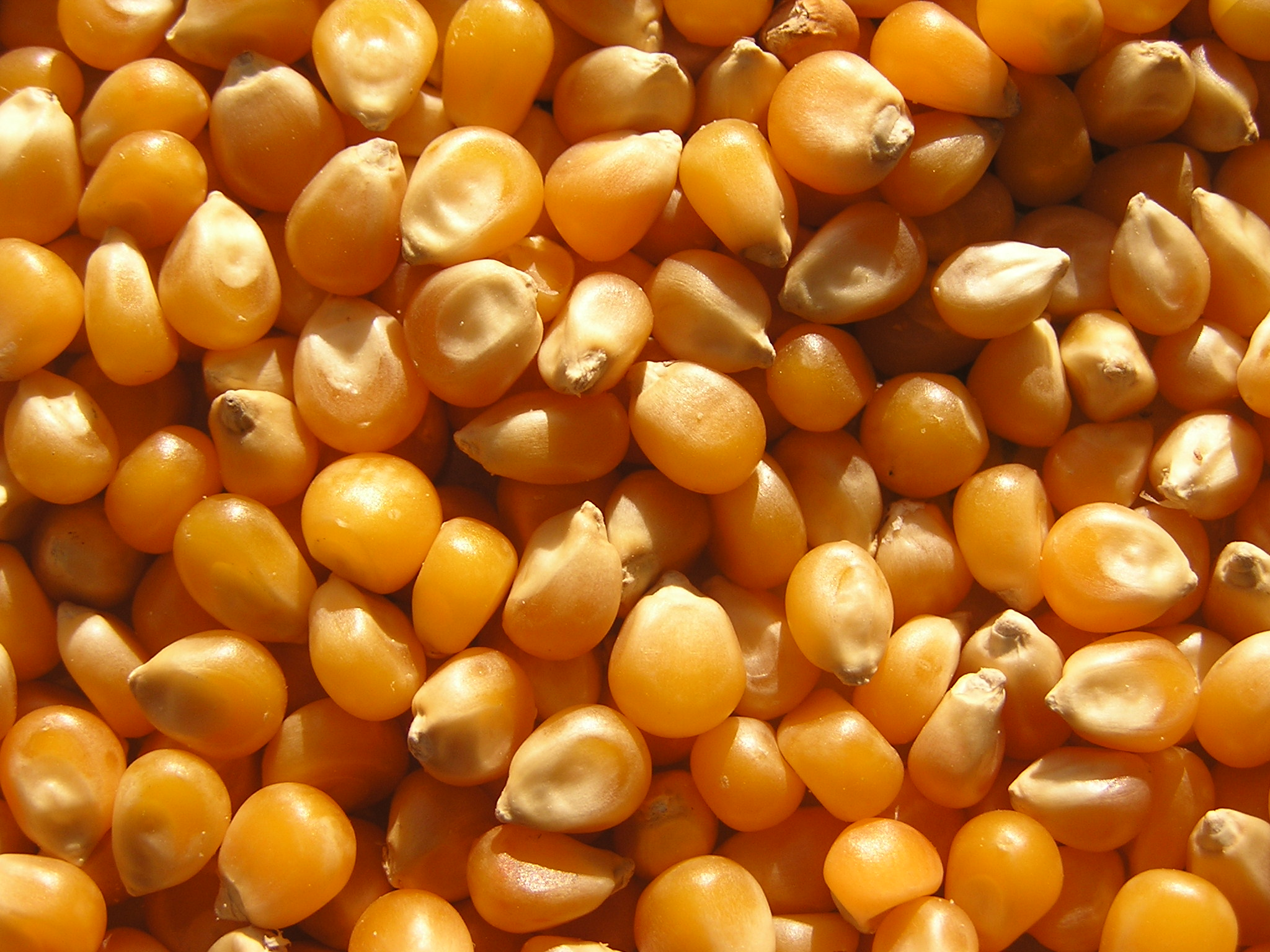
La paramutació es va observar per primera vegada en el color de les llavors del moresc a la dècada de 1950 per R.A. Brink

En epigenètica, una paramutació és una interacció entre dos al·lels en un sol locus, on un al·lel indueix un canvi heretable en l'altre al·lel. El canvi pot estar, per exemple, en el patró de metilació de l'ADN. L'al·lel que indueix el canvi rep el nom de paramutagènic, mentre que l'al·lel que ha estat alterat epigenèticament rep el nom de paramutant (o paramutated). Aquest canvi és heretable meioticament, i per tant, la paramutació viola la Primera llei de Mendel.
Un al·lel paramutant pot haver alterat nivells d'expressió gènica, que continuïn a la descendència. D'aquesta manera es poden obtenir plantes amb la mateixa seqüència genètica però amb fenotips dràsticament diferents.
La paramutació pot tenir com a resultat un sol al·lel d'un espectre de fenotips de control. Al r1 en moresc, per exemple, la feble expressió d'un al·lel paramutant pot oscil·lar des de llavors pràcticament incolores a llavors totalment acolorides 